# 루팅 (성우)
루팅 (ルゥティン/盧婷, 1993년12월 21일 -)는 일본의 성우, 중국계 일본인로 오사카부에서 살았다..

## 내력
첫 네임드 캐릭터로 아이돌 마스터 신데렐라 걸즈의 시오미 슈코를 맡았다. 앞서 코바야카와 사에의 오디션도 보았었고 밀리언 라이브의 오디션까지 받았으나 모두 탈락, 다시 오디션을 받은 역할이 도묘지 카린과 시오미 슈코로 여기서 비로소 슈코 역으로 합격하였다. 오디션 과제곡은 Star!!. 원래 그 전까지 주로하던 연기는 도묘지 카린에 가까운 것들이였기에 슈코에 합격한 것은 본인도 의외였던 모양. 신데렐라 걸즈 제 4회 총선거에서 1위를 차지한 캐릭터를 맡게 되었다 보니 데레마스 팬덤에서도 화제가 되었다.

## 인물
- 일본 나레이션 연기 연구소의 졸업생.
- 취미는 음악 감상 · 노래방 · 회화 · 작사.
- 특기는 일러스트.

## 출연 작품
※ 굵은 글씨는 메인 캐릭터

### 텔레비전 애니메이션
2013년
- 내 여자친구와 소꿉친구가 완전 수라장

2015년
- 아이돌 마스터 신데렐라 걸즈 - 시오미 슈코[3]

2016년
- 러브 라이브! 선샤인!!
- 불쾌한 모노노케안

### 게임
- 도쿄 세븐스 시스터즈 - 마에조노 리슈리
- 명일방주 - 파이어워치, 헤이즈
- 아이돌마스터 신데렐라 걸즈 스타라이트 스테이지 - 시오미 슈코
- 앨리스 기어 아이기스 - 타카나시 레이
- 에이지 오브 이슈타리아 - 카타리나, 킬타, 반시
- 우리 공주님이 제일 귀여워 - 카렌 카페
- 편대소녀 - 메이지 샤프